# Lovesong
 Lovesong  — це пісня гурту «The Cure», яку написав Роберт Сміт. Вона була видана у серпні 1989 року, як третій сингл з альбому «Disintegration».

## Варіанти видань синглу

### Платівка 7"
1. «Lovesong»
2. «2 Late»

### Платівка 12"
1. «Lovesong» (Extended Mix)
2. «2 Late»
3. «Fear of Ghosts»

### Компакт-диск
1. «Lovesong» (Remix) (3:24)
2. «Lovesong» (Extended Remix) (6:18)
3. «2 Late»
4. «Fear of Ghosts»